# Fiestar
Fiestar (tiếng Hàn: 피에스타) là nhóm nhạc nữ Hàn Quốc được thành lập bởi Kakao M. Trước khi nhóm ra mắt, họ đã phát hành một bản song ca với ca sĩ cùng công ty là IU với tựa đề "Biển ánh trăng" trong album nhãn tập thể của LOEN Entertainment. Ca khúc là một thành công trong nước và lọt vào top 10 của Bảng xếp hạng kỹ thuật số Gaon, giúp thu hút sự chú ý của nhóm trước khi ra mắt. Nhóm chính thức ra mắt vào ngày 31 tháng 8 năm 2012 với album đơn "Vista" và sáu thành viên Jei, Cao Lu, Linzy, Hyemi, Yezi và Cheska và đã được hoan nghênh cũng như thành công về mặt thương mại.
Nhóm đã phát hành album đơn thứ hai của họ, We Don’t Stop vào ngày 9 tháng 11, lần này là những ý kiến trái chiều. Vào ngày 20 tháng 3 năm 2014, thành viên Cheska chính thức rời nhóm. Vào tháng 7 cùng năm, nhóm đã phát hành một bài hát có tựa đề One More để phản ứng dữ dội và gây tranh cãi do lời bài hát được cho là nguy hiểm của nó, bài hát cuối cùng đã bị MBC cấm phát sóng, và nhóm phải thay đổi lời bài hát để quảng bá. Album mini đầu tiên của nhóm được phát hành vào tháng 3 năm 2015 có tên Black Label. Album mini thứ hai của nhóm được phát hành vào tháng 3 năm 2016 có tên A Delicate Sense, hai tháng sau, nhóm phát hành bài hát Apple Pie là đĩa đơn cuối cùng của họ trước khi nhóm tan rã chính thức vào tháng 5 năm 2018 sau khi hết hạn hợp đồng.

## Lịch sử

### Trước khi ra mắt
Trước khi ra mắt, các thành viên của Fiestar đã được đào tạo để tạo thành một nhóm trong hai năm và đào tạo cá nhân với thời gian trung bình bốn năm.
Cao Lu trước đây đã ra mắt với tư cách là nghệ sĩ độc tấu ở Trung Quốc sau khi giành chiến thắng trong một cuộc thi hát CCTV năm 2004. Album Cat của cô được phát hành năm 2005 với nghệ danh LuLu.
Trưởng nhóm Jei, trước đây từng là người mẫu cho các cửa hàng quần áo trực tuyến và xuất hiện trong các video âm nhạc như "Paradise" của Infinite, và "My Love" của Bongshil Sister. Cô cũng góp mặt trong "Happy Hours" của Taw, dưới nghệ danh Joo.
Linzy đã từng là thực tập sinh của YG Entertainment và dự định trở thành thành viên 2NE1 và sau đó là thành viên của một nhóm nhạc nữ khác của YG, trước khi ban nhạc bị hủy bỏ và không bao giờ ra mắt. Năm 2010, cô đã thu âm một bài hát cho bộ phim truyền hình Hàn Quốc Obstetrics and Gynecology.

### 2012-2013: Ra mắt và phát hành
Trước khi ra mắt chính thức, Fiestar đã phát hành một bản song ca với nhãn hiệu đồng hành với IU trong album gắn nhãn tập thể của LOEN Entertainment. Ca khúc có tựa đề "Biển ánh trăng" và là một thành công trên bảng xếp hạng Hàn Quốc. Họ cũng hợp tác với Tiger JK cho bài hát tiền phát hành "Wicky".
Nhóm đã phát hành đĩa đơn chính thức đầu tiên, "Vista", vào ngày 31 tháng 8 năm 2012. Các bài hát từ EP tương ứng đều được xếp hạng trên Billboard Hot 100 của K-pop.
Đĩa đơn thứ hai của Fiestar "We Don't Stop" được phát hành vào ngày 9 tháng 11, với ca khúc B-side "Sweet Love" với ca sĩ ballad Kim Yeon-woo. Chương trình quảng bá trực tiếp cho album bắt đầu trên Music Bank vào ngày hôm sau. Bên cạnh các chương trình quảng bá nhóm, Jei xuất hiện trong chương trình thực tế Lãng mạn và Thần tượng của TVN, và bên cạnh IU trong chương trình hài kịch Gag Concert gồm Jei, Cao Lu và Linzy. Ca sĩ Linzy và Hyemi đã xuất hiện trong Thử thách 1000 bài hát của KBS và cả nhóm đã xuất hiện trên Weekly Idol và Dream Team 2. Họ cũng tán thành Tạp chí HIM.
Trong năm 2013, Linzy tham gia Sharpay Evans trong thích ứng âm nhạc Hàn Quốc CJE & M của High School Musical, chia sẻ vai trò với Dana của nhóm The Grace. Buổi trình diễn bắt đầu vào ngày 2 tháng 7 tại Blue Square Samsung Card Hall. Trong năm, Fiestar cũng tham gia vào một loạt video có tên "Fiestar's A-HA! Dành cho người hâm mộ K-Pop toàn cầu" cũng như đại sứ cho Samsung Galaxy S4.
Vào ngày 27 tháng 8, một đĩa đơn phát hành trước, "Whoo!" có Eric Benét thma gia, được phát hành trực tuyến. Mặc dù không có chương trình quảng bá trực tiếp cho đĩa đơn, nhưng đó là một thành công trên bảng xếp hạng.
Vào tháng 9, LOEN Entertainment đã tạo ra nhãn phụ Collabodadi, theo đó Fiestar sẽ tiếp tục phát hành âm nhạc của họ. Vào ngày 1 tháng 11, Fiestar đã phát hành đĩa đơn "Tôi không biết" từ EP Curious, khiến sân khấu của họ trở lại trên Music Core vào ngày hôm sau. Sau các chương trình quảng bá, chương trình truyền hình thực tế Channel FIESTAR! được phát sóng trên kênh SBS MTV.

### 2014–2015: Cheska rời nhóm vàBlack Label
Vào ngày 20 tháng 3 năm 2014, LOEN Entertainment thông báo rằng Cheska sẽ rời nhóm và sẽ không bị thay thế bởi bất kỳ thành viên mới nào, và sự trở lại của Fiestar đã được lên kế hoạch vào giữa tháng 7 sau khi bị hoãn vì thảm kịch phà Sewol.
Vào ngày 16 tháng 6, một đĩa đơn hợp tác giữa The Friends và Fiestar cho World Cup Brazil 2014 có tựa đề "Tôi yêu Hàn Quốc" đã được phát hành. Vào ngày 1 tháng 7, video âm nhạc cho đĩa đơn "One More" đã được phát hành.
Vào ngày 4 tháng 3 năm 2015, album mini đầu tiên của Fiestar Black Label đã được phát hành với ca khúc chủ đề "Bạn thật đáng thương". Sáu tháng sau khi phát hành album, vào ngày 22 tháng 9, Collabodadi đã bị giải thể, với LOEN Tree trở thành nhãn hiệu nội bộ duy nhất của LOEN Entertainment. Do đó, Fiestar trở lại LOEN Tree sau hai năm hoạt động dưới Collabodadi.
Vào ngày 17 tháng 12, Cao Lu đã xuất hiện trên Radio Star với tư cách là khách mời cùng với rapper Jessi, Jackson của Got7 và Lena Park như một phần của chương trình đặc biệt Outsiders. Cô đã thu hút sự chú ý của quốc gia vì sự xuất hiện của mình trong chương trình và trở thành chủ đề xu hướng số một trên Naver, và Fiestar cũng là xu hướng chung.

### 2016–2018:A Delicate Sensevà tan rã
Vào tháng 3 năm 2016, Fiestar đã phát hành mini album thứ hai A Delicate Sense. Album bao gồm sáu bài hát, bao gồm cả đĩa đơn "Mirror". Đáng chú ý, tất cả các thành viên cũng tham gia trong quá trình sản xuất.
Vào ngày 31 tháng 5 năm 2016 Fiestar trở lại với đĩa đơn kỹ thuật số "Apple Pie".
Vào ngày 15 tháng 5 năm 2018, thông báo rằng Fiestar đã tan rã sau khi hết hạn hợp đồng thành viên đa số vào ngày 30 tháng 4 và chỉ hợp đồng của Cao Lu sẽ hết hạn vào ngày 31 tháng 5.
Vào ngày 29 tháng 5 năm 2018, cựu thành viên Cheska đã thông báo qua Instagram của mình rằng cô ấy đã bỏ nhạc. Cô cảm ơn người hâm mộ đã ủng hộ cô, nhưng vì "âm nhạc đang dần giết chết cô", cô đã quyết định bỏ đi.

## Tranh cãi
Đĩa đơn "One More" của Fiestar đã bị MBC cấm phát sóng vì lời bài hát được cho là nguy hiểm của nó. Mặc dù bài hát ban đầu đã được xem xét kỹ lưỡng từ ba đài phát sóng lớn (KBS, MBC và SBS), phản ứng dữ dội từ các nhà bình luận công cộng đã buộc các nhà mạng phải xem lại nội dung của bài hát. Trong khi đại diện của họ tuyên bố rằng bài hát là vô hại, nhóm đã thu âm lại bài hát và thay đổi lời bài hát. Cuộc tranh cãi nảy sinh từ lời bài hát đã khiến MBC thắt chặt hơn nữa các bài hát có nội dung trữ tình mơ hồ hoặc dễ bị hiểu sai.

## Cựu thành viên
- Cao Lu (Hangul: 차오루)
- Jei (재이)
- Linzy (린지)
- Hyemi (혜미)
- Cheska (체스카)
- Yezi (예지)